# Муренощуковые
Муренощуковые, или щукорыловые, или щукорылые угри (лат. Muraenesocidae), — семейство морских лучепёрых рыб из отряда угреобразных.

## Внешний вид и строение
Довольно крупные рыбы, достигают длины 2,5 м. Голова очень напоминает голову щуки. Тело лишено чешуи, круглое в поперечном сечении, хвост сжат с боков, спина бурая или жёлтая, брюхо серебристое, по краям спинного и анального плавников проходит тёмная полоса. 

## Образ жизни
Активные хищники, в желудках находили рыб и головоногих моллюсков.

## Распространение и промысел
Распространены в тропической и субтропической зоне Тихого и Индийского океанов, где служат объектами промысла. Добывают их на крючковые снасти. Некоторые виды (Cynoponticus ferox) встречаются в Средиземном море и у берегов северо-западной Африки. 
Серебристый щукорыл (в Японии называют хамо hamo (ハモ, 鱧)) заходит в устья рек и опреснённые лагуны. В Японии хамо служит объектом рыбоводства, лептоцефалы этого угря встречаются у берегов Японии до конца октября. Личинки хамо достигают 100—115 мм длины, уменьшаясь после метаморфоза до 74 мм. Мировые уловы серебристого щукорыла превышают 350 тыс. т.

## Классификация
В состав семейства включают 13 видов, объединяемых в 5 родов:
- Congresox
- Cynoponticus
- Gavialiceps
- Muraenesox
- Oxyconger